# Prissé-la-Charrière
Prissé-la-Charrière is een voormalige gemeente in het Franse departement Deux-Sèvres in nde regio Nouvelle-Aquitaine en telt 588 inwoners (1999). 

## Geschiedenis
De gemeente werd op 1 maart 1972 gevormd door de fusie van de de toenmalige gemeenten La-Charrière en Prissé. 
Prissé-la-Charrière maakte deel uit van het kanton Beauvoir-sur-Niort. Toen dit kanton op 22 maart 2015 werd opgeheven werd de gemeente opgenomen in het kanton Mignon-et-Boutonne.
Op 1 januari 2018 fuseerde Prissé-la-Charrière met Belleville, Boisserolles en Saint-Étienne-la-Cigogne tot de commune nouvelle Plaine-d'Argenson.

## Geografie
De oppervlakte van Prissé-la-Charrière bedraagt 19,8 km², de bevolkingsdichtheid is 29,7 inwoners per km².
De onderstaande kaart toont de ligging van Prissé-la-Charrière met de belangrijkste infrastructuur en aangrenzende gemeenten.

## Demografie
Onderstaande figuur toont het verloop van het inwonertal.